# Метростанция „Опълченска“
Метростанция „Опълченска“ е станция на Софийското метро. Станцията се обслужва от линии М1 и М4 и е въведена е в експлоатация на 17 септември 1999 г.

## Местоположение
Метростанцията е разположена под бул. „Тодор Александров“ между ул. „Oпълченска“ и бул. „Хр. Ботев“. Западният вестибюл е с 4 вход/изхода на кръстовището между ул. „Опълченска“ и бул. „Тодор Александров“, а източният е с 2 вход/изхода на пресечката на бул. „Тодор Александров“ и ул. „Странджа“ (до последната спирка на трамвай № 20).
Достъпност до перона е осигурен с асансьор в западния вестибюл, достъпен през вход/изходи от 1 до 4.
| № | Име на вход/изход            | Достъпност |
| - | ---------------------------- | ---------- |
| 1 | бул. Александър Стамболийски | асансьор   |
| 2 | бул. Тодор Александров       |            |
| 3 | ул. Опълченска               |            |
| 4 | ул. Пиротска                 | асансьор   |
| 5 | ул. Отец Паисий              |            |
| 6 | ул. Странджа                 |            |

## Архитектура
Перонът и вестибюлите са решени съвременно. Пространствено перонът е решен като безколонен. Подовете са от керамика в кафяво-бежов и зелен цвят, монтирана във вид на пана, които кореспондират с решението на тавана. Таванът на перона е от вертикални алуминиеви ребра, оформени на фигури с цветни ивици по контура, разположени над стоящите осветителни тела по оста на станцията. Около тези осветителни тела са монтирани групи пейки от неръждаема стомана. Стените на перона са с наклонени метални пана, обкантени през определени разстояния със сини и зелени ивици. Основното осветление е монтирано в наклонени млечнобели плоскости, разположени в двата края на пътническата платформа на перона. Във вестибюлите то е вградено в окачените тавани.
Вестибюлите са облицовани с гранитогрес и алуминиеви плоскости, а подлезните части с минерална мазилка на цветни геометрични фигури. Окачените тавани са от бели елементи тип „Хънтър Дъглас“ с надлъжно разположени цветни ивици. Входовете са облицовани с бежов мрамор с поликарбонатни дъгообразни покрития.
На станцията е монтирана автоматична портална платформа.
Архитектурният проект е дело на арх. И. Станишев и арх. Красен Андреев. Като база за работния проект е използван конкурсен проект на същите автори.

## Връзки с градския транспорт

### Автобусни линии
Метростанция „Опълченска“ се обслужва от 2 линии на дневния градски транспорт и 2 линии от нощния транспорт:
- Автобусни линии от дневния транспорт: 60, 74
- Автобусни линии от нощния транспорт: N1, N3

### Трамвайни линии
Метростанция „Опълченска“ се обслужва от 6 трамвайни линии:
- Трамвайни линии: 3, 8, 10, 20, 21, 22

### Тролейбусни линии
Метростанция „Опълченска“ се обслужва от 3 тролейбусни линии:
- Тролейбусни линии: 1, 5, 7

Във връзка с ремонта на ул. Опълченска, тролейбусите не преминават оттам.